# تنافسية برتراند
تنافسية برتراند (بالإنجليزية: Bertrand competition)‏، هو مصطلح سُمي نسبةً إلى جوزيف بيرتراند ويصف نموذج للمنافسة المستخدمة في الاقتصاد، وهي تصف التفاعلات بين الشركات (البائعين) الذين يحددون الأسعار وبين العملاء (المشترين) الذين يختارون الكميات حسب الأسعار المحددة. وقد صاغ هذا النموذج في عام 1883. ويكمن في احتكار من طرف القلة، حيث كل شركة تعتقد أن منافسيها ملتزمون بالحفاظ على أسعارهم ثابتة ويمكن جذب العملاء عن طريق تقديم أسعار أقل.